# Ca l'Elisa
Ca l'Elisa és una casa de la Cellera de Ter (Selva) inclosa a l'Inventari del Patrimoni Arquitectònic de Catalunya.

## Descripció
Edifici de tres plantes entre mitgeres cobert amb doble vessant cap a la façana.
La planta baixa consta de dos portals i una finestra. Un dels portals és de nova factura, emmarcat de pedra i amb un arc carpanell, i l'altre és adovellat de mig punt i amb blocs de còdols rierencs. La finestra és estreta i allargada, emmarcada de rierencs.
El primer pis consta de tres finestres emmarcades de còdols poc treballats i llindes monolítques. La part inferior està decorada amb petites baranes de ferro forjat.
El segon pis està compost per una finestra com les del primer pis i per una gran finestra balconada no emergent (amb barana de ferro forjat de nova factura i decoració abombada a la part inferior) que té com a llinda un arc carpanell fet de rajols, encara que els muntants són de còdol.
El ràfec és de triple filera, formada per fileres de rajol la central de les quals és de forma apuntada.
A sobre del teulat hi ha un mirador o terrassa elevada de planta quadrangular (d'uns 2 metres quadrats) amb un balcó de ferro forjat.

## Història
Aquest sector del poble és dels d'edificació més antiga, ja que l'origen de la població es relacionen amb la Cellera o Sagrera de protecció eclesiàstica d'època medieval.
La casa fou restaurada recentment i, com si es tractés d'una moda, també li fou retirat l'arrebossat original.